# 柳生伸也
柳生 伸也（やぎゅう しんや）は、シンガーソングライター、ラジオパーソナリティ。
刑務所の矯正展とラジオ番組のコラボレーションからなる全国初の試みを成功させた。

## 略歴
4歳の頃、初めて見たシンセサイザーに惹かれ、いつか自分のものにしたいと思うようになる。高校・大学時代を通してアマチュア・ミュージシャンとして作詞作曲活動を続ける。
立命館大学卒業後、名古屋市の企業に就職、ア・カペラグループMatchVoxを結成、フジテレビ系列の人気バラエティ番組「力の限りゴーゴゴー!!」のレギュラーコーナー「ハモネプリーグ」に出演する。
ア・カペラ活動の傍ら作詞作曲活動を続け、そのデモ楽曲が認められ2005年11月30日、ミニアルバム「SPUTNIK」をリリース。2006年4月からラジオパーソナリティとして活動開始。2008年7月23日、マキシシングル「青空」リリース。

## ディスコグラフィー
発売元：ブロー・ウィンド・レコード
- SPUTNIK
  - 2005年11月30日[1]
  - 品番：BWCP-1082
  - 販売：コロムビアミュージックエンタテインメント
  - 収録曲

  1. SPUTNIK
  2. Starting point
  3. Hello,new year
  4. Propose
  5. 1999
  6. Wake up

- 青空
  - 2008年7月23日[2]
  - 品番：BWCA-1167
  - 販売：コロムビアミュージックエンタテインメント
  - 収録曲

  1. 青空
  2. 浅き夢見じ
  3. 君住む街を
  4. 青空(Instrumental)
  5. 浅き夢見じ(Instrumental)
  6. 君住む街を(Instrumental)

- 塞翁が馬
  - 2011年2月4日[3]
  - 品番：TFRC-1002
  - 販売：24record's